# Kaylah McPhee
Kaylah McPhee (* 4. Februar 1998 in Brisbane) ist eine australische Tennisspielerin.

## Karriere
McPhee, die laut WTA-Profil Hartplätzen den Vorzug gibt, begann im Alter von sieben Jahren mit dem Tennissport. Sie spielt vor allem Turniere der ITF Women’s World Tennis Tour, wo sie bislang einen Einzeltitel und vier Titel im Doppel gewann.

## Turniersiege

### Einzel
| Nr. | Datum            | Turnier   | Kategorie | Belag        | Finalgegnerin  | Ergebnis |
| --- | ---------------- | --------- | --------- | ------------ | -------------- | -------- |
| 1.  | 8. Dezember 2024 | Joinville | ITF W15   | Sand (Halle) | Victoria Bosio | 6:3, 6:4 |

### Doppel
| Nr. | Datum            | Turnier  | Kategorie   | Belag     | Partnerin       | Finalgegnerinnen                | Ergebnis         |
| --- | ---------------- | -------- | ----------- | --------- | --------------- | ------------------------------- | ---------------- |
| 1.  | 30. März 2018    | Canberra | ITF $25.000 | Sand      | Irina Fetecău   | Pia König Michika Ozeki         | 6:1, 4:6, [10:5] |
| 2.  | 5. Oktober 2018  | Brisbane | ITF $25.000 | Hartplatz | Maddison Inglis | Rutuja Bhosale Xu Shilin        | 7:5, 6:4         |
| 3.  | 26. Oktober 2019 | Bendigo  | ITF $60.000 | Hartplatz | Maddison Inglis | Naiktha Bains Tereza Mihalíková | 3:6, 6:2, [10:2] |
| 4.  | 29. April 2023   | Telde    | ITF W15     | Sand      | Marie Mettraux  | Irina Balus Patricija Paukštytė | 7:5, 6:2         |